# Nome (Alaska)
 For alternative betydninger, se Nome (flertydig). (Se også artikler, som begynder med Nome)
Nome er en by i Unorganized Borough, Alaska, USA. Byen er beliggende på Seward-halvøens sydlige kyst ved Norton-sundet ved Beringshavet. Den havde et indbyggertal på 3.699 ved folketællingen i 2020, hvilket er en fremgang fra 3.598 i 2010. Nome blev inkorporeret den 9, april 1901 og var engang den befolkningsrigeste by i Alaska. Byen er hovedsæde for Bering Straits Native Corporations, som er ejet af mere end 7.600 aktionærer med afstamning fra oprindelige folk (native).

## Etymologi
Oprindelsen af navnet "Nome" er omdiskuteret, og der eksisterer tre teorier:
1. Navnet skulle være givet af byens grundlægger, Jafet Lindeberg, en immigrant fra Norge, hvor Nome bruges som stednavn flere steder.[4]
2. Byen skulle have fået sit navn efter en kortlæsningsfejl, da en britisk kartograf kopierede en tvetydig mærkning lavet af en britisk officer på et søkort under en mission i Beringshavet. Officeren havde skrevet "? Name" ved siden af et unavngivet kap. Kartografen læste mærkningen fejlagtigt som "C. Nome", eller Cape Nome, og brugte dette navn på sit eget kort; byen tog herefter navnet fra Cape Nome.[5]
3. Navnet skulle stamme fra en misforståelse af ordet for "Hvorhen?" i det oprindelige sprog, Iñupiat, Naami.[6]

## Historie

### Forhistorisk tid
Iñupiat-folket, et oprindeligt folkeslag i Alaska, jagtede vildt på Alaskas vestkyst fra forhistorisk tid, og der er nylige arkæologiske undersøgelser der mener, at der var en Iñupiat-bosættelse i Nome, kendt på Iñupiat-sproget som Sitnasuak, inden opdagelsen af guld i området.

### Guldfeberen
I sommeren 1898 opdagede "de tre heldige svenskere" (norsk-amerikanske Jafet Lindeberg og to amerikanske borgere af svensk oprindelige, Erik Lindblom og John Brynteson) guld i Anvil Creek. Nyheden om opdagelsen nåede den omkringliggende verden i vinteren samme år. I 1899 havde Nome et befolkningstal på 10.000 indbyggere, og området blev organiseret som Nome mining district. I 1899 blev der fundet guld i strandsandet i flere mil langs kystlinjen ved Nome, hvilket fik endnu flere personer til at rejse dertil. Tusindvis af mennesker flyttede til Nome i foråret 1900 ombord på dampskibe fra havnene i Seattle og San Francisco. I 1900 strakte der sig en by bestående af telte, som strakte sig 48 kilometer, på strandene og den træfattige kyst, fra Cape Rodney til Cape Nome. I juni 1900 kunne Nome velkomme 1000 tilflyttere i gennemsnit om dagen.
I 1899 grundlagde Charles D. Lane Goose Mining & Trading Co. Hans virksomhed opførte Wild Goose-jernbanen fra Nome til Dexter Discovery, og mellem 1906-1908 blev den udvidet til landsbyen Shelton, også kendt som Lanes Landing.
I perioden fra 1900 til 1909 nåede de estimerede indbyggertal i Nome så højt som 20.000. Den højeste måling af indbyggertal blev målt i USA's folketælling i 1900, hvor befolkningstallet var 12.488. På det tidspunkt var Nome den største by i Alaska-territoriet. Tidligt i denne periode blev området patruljeret af USA's hær, og de bortsendte de indbyggere hvert efterår, som ikke havde et sted at bo (eller ikke havde råd til at betalte for tag over hovedet) under den hårde vinter.
I 1910 havde Nomes befolkningstal faldet til 2.600, og i 1934 havde det faldet yderligere til mindre end 1.500.
I maj 1910 udgav Industrial Worker, avisen for Industrial Workers of the World (IWW), en bemærkning fra Nome Miner's Union og Western Federation of Miners at alle arbejdsløse arbejdere skulle blive væk fra Nome, da "alle de rige miner er stort set udtømt."
Brænde i 1905 og 1934, såvel som voldsomme storme i 1900, 1913, 1945 og 1974, ødelagde meget af Nomes arkitektoniske landmærker fra  guldfeber-æraen. "Discovery Saloon", fra før brandene, er i dag et privat bolig og er en fredet ejendom.
Den totale guldproduktion i Nome har været på mindst 110.000 kg.

### Serumløbet
en difteri-epidemi brød ud blandt byens oprindelige befolkning, og, på grund af den hårde vinter, var det svært at få forsyninger til byen. Et serumsløb opstod, som bestod af hundeslæder, der transporterede den livsnødvendige serum til byen. (Hovedartikel: Serumløbet til Nome i 1925).

### 2. Verdenskrig og derefter
Under 2. Verdenskrig var Nome det sidste stop på det færgesystem for fly en route mellem USA og Sovjetunionen under Lend-Lease-programmet. Landingsbanen, der er i brug i dag, blev opført og tropper blev stationeret her. En "Birchwood" hangar eksisterer stadig, og den er blevet givet til en lokal forening i håbet om at bevare den.
Nomes befolkningstal fortsatte med at dale efter år 1910, omend i en noget lavere fart. I 1950 havde Nome 1.852 indbyggere. I 1960 havde indbyggertallet vokset til 2.316, og den lokale økonomi var stadig primært drevet af guldudvinding fra vandløb. USA's militær havde udstationeret tropper her, som også bidrog til en lokale økonomi.

## Økonomi
Helt frem til i dag spiller guldudvinding stadig en vigtig rolle i den lokale beskæftigelse og indtjening for Nome. Minedriften tilførte $6 millioner om året til byen i 1990, før en stor stigning i guldpriser bragte fornyet interesse i offshore minelicenser (hvor det anslås at op til 28 millioner kg guld anslås at være deponeret) og en efterfølgende stigning i indtjeninger og beskæftigelse.